# دود کردن

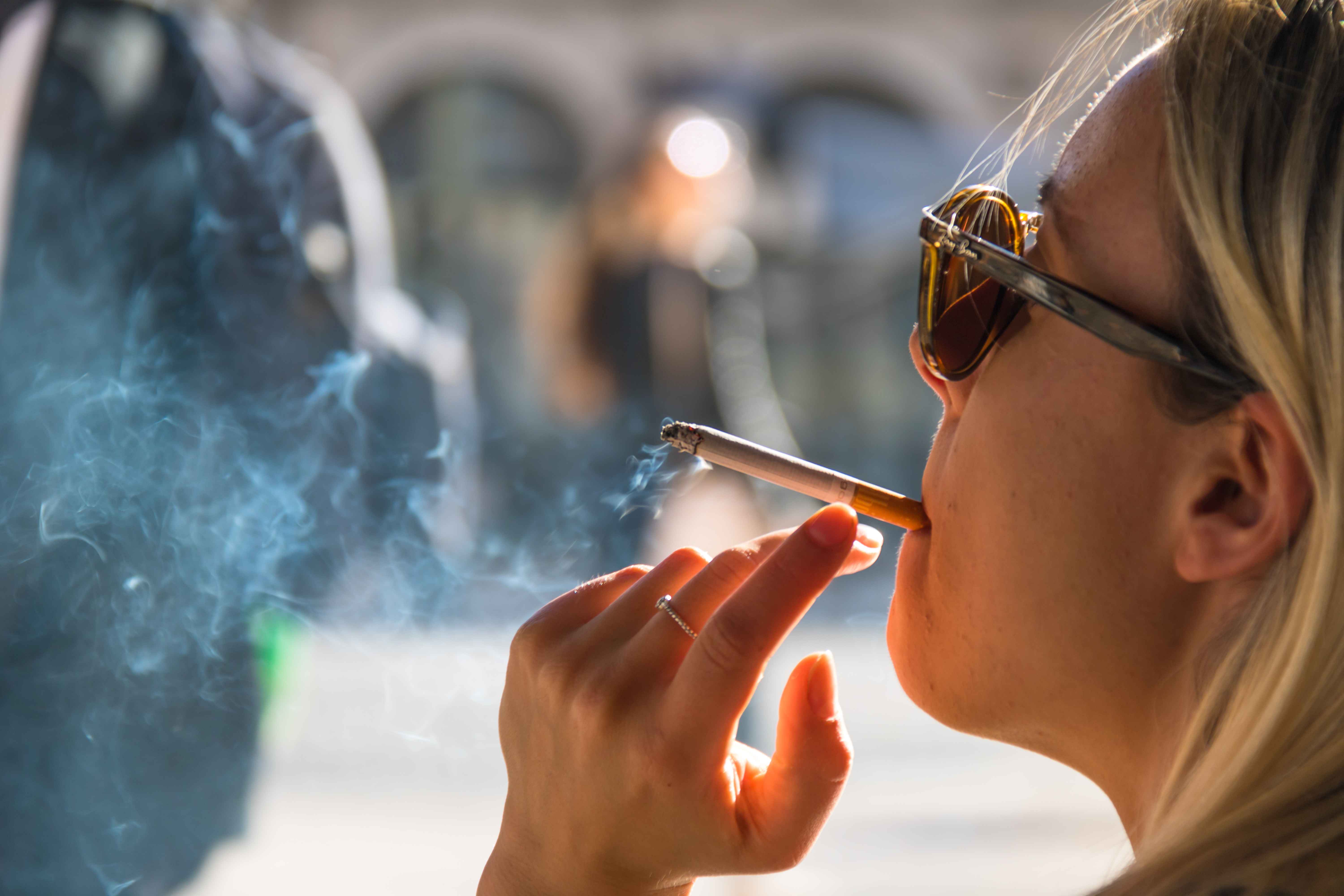
استعمال سیگارت از رایج‌ترین گونه دود کردن

دود کردن عملی است که در آن ماده‌ای سوزانده می‌شود و دود حاصل از آن تنفس می‌شود تا چشیده و جذب جریان خون گردد. به‌طور معمول، ماده مورد استفاده برای سیگار کشیدن، برگ‌های خشک‌شدهٔ گیاه تنباکو است که در یک مستطیل کوچک از کاغذ پیچیده شده و یک استوانه کوچک و گرد به نام سیگار را ایجاد می‌کند. عمل دود کردن در وهله نخست به عنوان روش مصرف تفریحی مخدر استفاده می‌شود؛ زیرا سوزاندن برگ‌های خشک‌شده، ماده موثره را به درون ریه‌ها وارد می‌کند و از آنجا فوراً جذب جریان خون می‌شود و به بافت‌های بدن می‌رسد. در مورد سیگار کشیدن، این مواد در مخلوطی از ذرات آئروسول و گازهای مختلف گنجانده می‌شوند و حاوی آلکالوید نیکوتین فعال هستند؛ تبخیر شدن این مواد آئروسول گرم‌شده و گاز را به شکلی درمی‌آورد که امکان استنشاق و دخول عمیق به ریه‌ها را می‌دهد و پس از آن جذب این مواد فعال به جریان خون رخ می‌دهد. در برخی فرهنگ‌ها، دود کردن به عنوان بخشی از آیین‌های مختلف نیز انجام می‌شود و شرکت‌کنندگان از آن برای کمک به ایجاد حالات شبیه به خلسه استفاده می‌کنند و معتقدند باعث روشنگری (معنوی) می‌شود.
دود کردن یکی از رایج‌ترین شکل‌های مصرف تفریحی مخدر است. دود کردن تنباکو محبوب‌ترین نوع آن است بیش از یک میلیارد نفر در سراسر جهان این کا را انجام می‌دهند و اکثر این افراد در کشورهای در حال توسعه زندگی می‌کنند. مخدرهایی مثل کانابیس و تریاک نیز به میزان کمتری دود می‌شوند. برخی مواد را به عنوان مخدر شدید طبقه‌بندی کرده‌اند مثل هروئین، اما استفاده از این مخدرها بسیار محدود است زیرا معمولاً به‌صورت تجاری در دسترس نیستند. سیگار عمدتاً به صورت صنعتی تولید می‌شود اما می‌تواند به صورت دستی هم با استفاده از تنباکوی شل و کاغذ سیگار پیچیده شود. دیگر ابزارهای دودکردن عبارتند از پیپ، سیگار برگ، بیدی، قلیان و بانگ.
تاریخ دود کردن را می‌توان به ۵۰۰۰ سال قبل از میلاد بازگرداند و این عمل در فرهنگ‌های مختلف در سراسر جهان ثبت شده‌است. دود کردن ابتدا در ارتباط با مراسم مذهبی ایجاد شد. پس از اکتشاف و فتح قاره آمریکا توسط اروپائیان، رسم دود کردن تنباکو به سرعت به بقیه جهان سرایت کرد. در مناطقی مثل هند و آفریقای سیاه، این عمل با رسم‌های موجود (عمدتا دود کردن کانابیس) ادغام شد. در اروپا، دود کردن تبدیل به یک نوع فعالیت اجتماعی جدید و شکلی از مصرف مخدر شد که پیش از این ناشناخته بود.
بینش نسبت به دود کردن طی زمان و از جایی به جای دیگر متفاوت است: مقدس و گناه‌آلود، روشنفکرانه و هرزه‌وار، نوش‌دارو و کاری مرگبار و خطرناک.
در دهه آخر قرن بیستم، دود کردن کم‌کم تبدیل به امری بسیار منفی شد، خصوصاً در کشورهای غربی. دود کردن به‌طور کلی بر سلامت فرد اثر منفی دارد، زیرا استنشاق دود ذاتاً مشکلاتی در روندهای فیزیولوژیک بدن ایجاد می‌کند از جمله در تنفس. دود کردن تنباکو از جمله علل اصلی بسیاری از بیماری‌ها از جمله سرطان ریه، سکته قلبی، بیماری مزمن انسدادی ریه، اختلال نعوظ و اختلال مادرزادی است. نشان داده شده‌است که بیماری‌های مربوط به دود کردن تنباکو تقریباً نیمی از سیگاری‌های درازمدت را می‌کشد در مقایسه با نرخ مرگ و میر متوسطی که پیش روی غیرسیگاری‌هاست. از سال ۱۹۹۰ تا ۲۰۱۵، مصرف سیگار سالانه باعث مرگ بیش از پنج میلیون نفر شده‌است. خطرات ناشی از سیگار کشیدن باعث شده‌است که بسیاری از کشورها مالیات بالایی بر محصولات تنباکویی وضع کنند، آگهی‌هایی برای منع استفاده از این محصولات منتشر کنند، تبلیغاتی را که استفاده از آنها را ترویج می‌کنند محدود کنند و کمک‌هایی در اختیار افراد سیگاری بگذارند که قصد ترک دارند.

## تاریخچه

### استفاده‌های اولیه

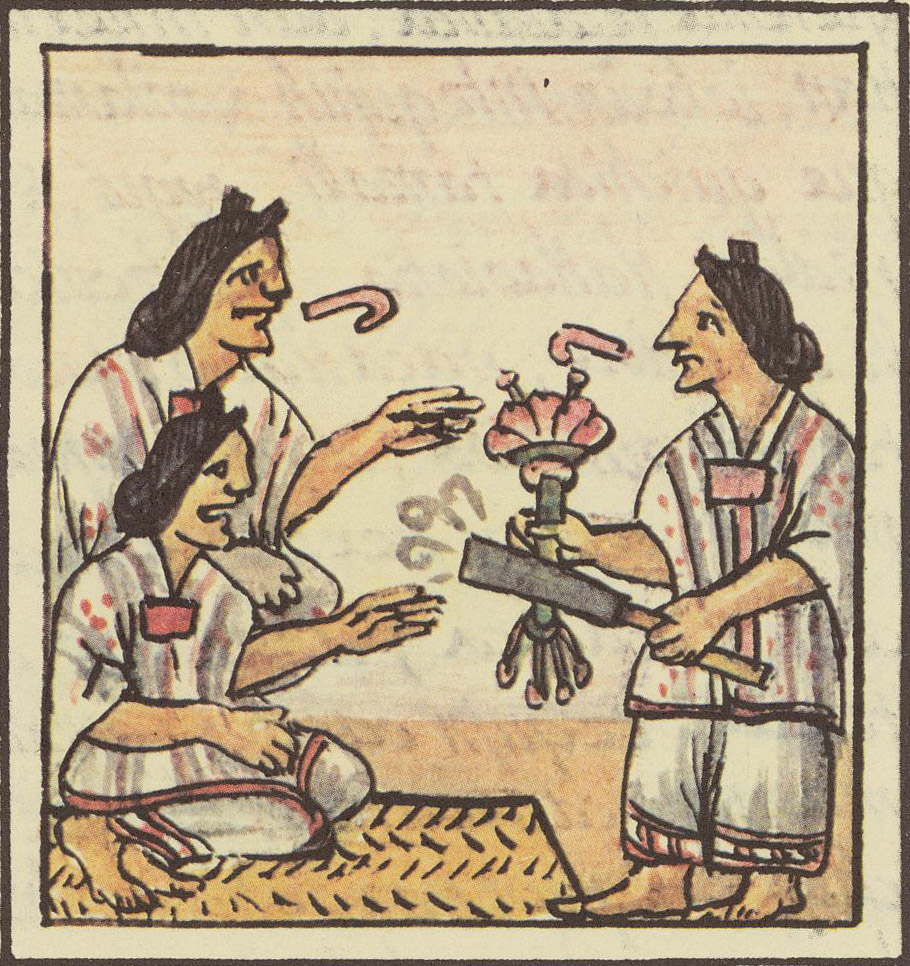
به زنان آزتک قبل از غذاخوردن در یک ضیافت، گل و لولهٔ سیگار داده می‌شود، Florentine Codex، ۱۵۰۰

تاریخچه دود کردن به ۵۰۰۰ سال پیش از میلاد و آیین‌های شمنی بازمی‌گردد. بسیاری از تمدن‌های باستانی مانند بابلی‌ها، هندی‌ها و چینی‌ها، به عنوان بخشی از مراسم مذهبی خود، مواد خوشبو و بخور می‌سوزاندند و بنی‌اسرائیل و کلیساهای متاخر کاتولیک و ارتدکس نیز همین کار را می‌کردند. دود کردن در قاره آمریکا احتمالاً ریشه در مراسم سوزاندن بخور نزد شمن‌ها دارد اما بعدها برای لذت‌بردن و به عنوان ابزاری اجتماعی به کار رفت. دود کردن تنباکو و مخدرهای توهم‌زای مختلف برای دست‌یابی به خلسه و برقراری ارتباط با دنیای ارواح استفاده می‌شد.
پیچیدن موادی مانند کانابیس، کره شفاف (روغن حیوانی گی)، کله‌پاچه ماهی، پوست خشک‌شده مار و خمیرهای مختلف به دور چوب‌های معطر بخور، به دست‌کم ۲۰۰۰ سال پیش برمی‌گردد. تدخین و سوزاندن قربانی در آیورودا با اهداف درمانی تجویز می‌شدند، و دست‌کم به مدت ۳۰۰۰ سال انجام شده‌اند در حالی که دود کردن، دومپارانا (یعنی دود نوشیدن) دست‌کم ۲۰۰۰ سال است که انجام می‌شود. پیش از دوران مدرن، این مواد با استفاده از پیپ یا چلم (ابزار تدخین) مصرف می‌شدند.
پیش از آشنایی با تنباکو، دود کردن کانابیس در خاورمیانه رایج بود و معمولاً با نوعی پیپ آبی به نام قلیان انجام می‌شد. دود کردن، به‌خصوص پس از آشنایی با تنباکو، عنصری مهم در جامعه و فرهنگ مسلمان بود و با سنت‌های مهمی مانند عروسی و خاکسپاری ادغام شد و حتی در معماری، لباس، ادبیات و شعر وارد شد.
دود کردن کانابیس از طریق اتیوپی به آفریقای سیاه معرفی شد. در ساحل شرقی آفریقا نیز تجار هندی یا عرب در قرن سیزدهم یا پیش از آن تنباکو را معرفی کردند. آفریقایی‌ها تنباکو را در پیپ‌های آبی موسوم به کالاباش و کاسه‌های تراکوتا می‌کشیدند، که ظاهراً اختراعی اتیوپیایی بود که بعدها به شرق، جنوب و مرکز آفریقا هم راه پیدا کرد.
گزارش‌های نخستین کاشفان و فاتحان اروپایی که به قاره آمریکا رسیدند، از آیین‌هایی حکایت می‌کند که در آن کاهنان بومی با دود کردن به چنان حدی از مستی می‌رسیدند که بعید است این آیین‌ها صرفاً محدود به کشیدن تنباکو بوده باشد.

### محبوبیت

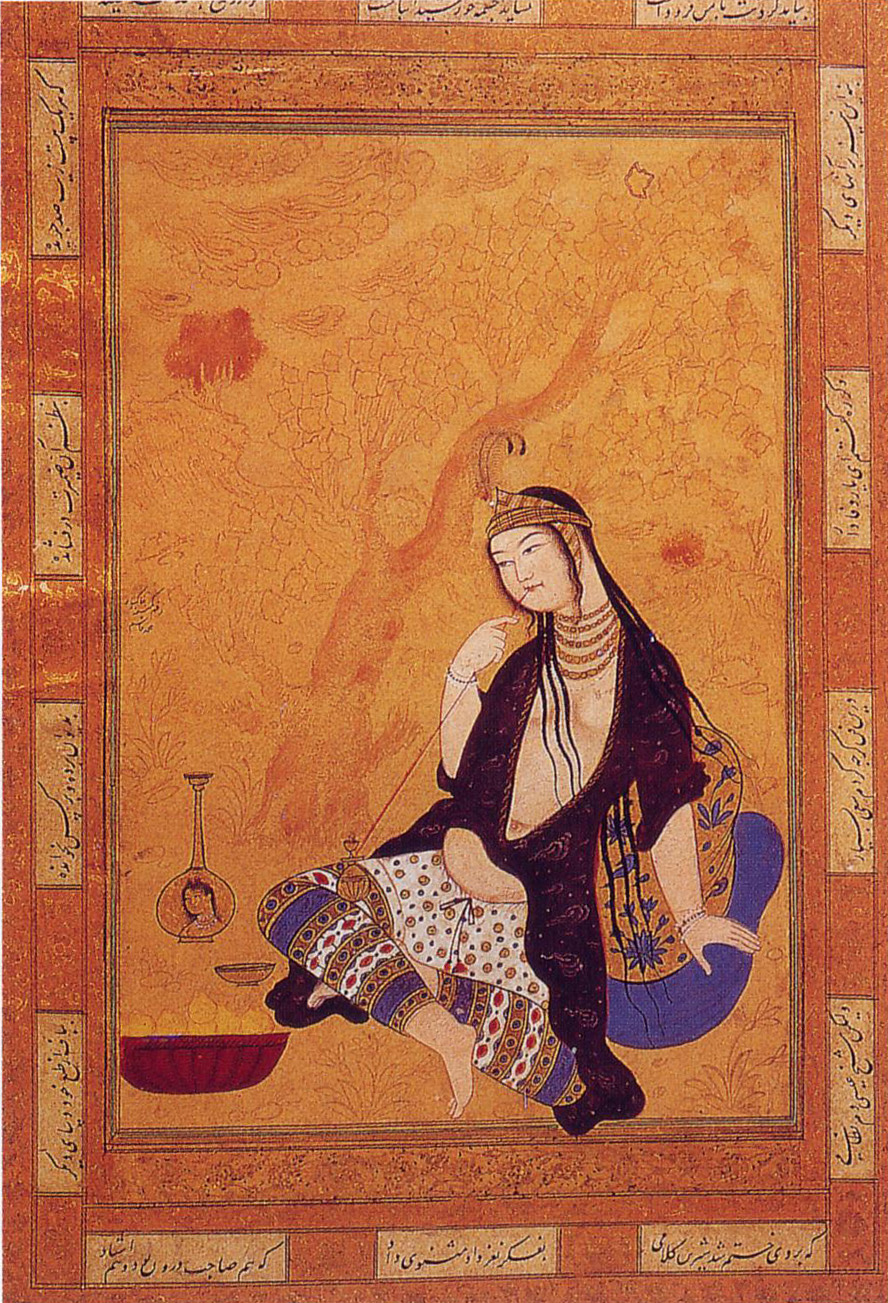
سیگار کشیدن دختر ایرانی اثر محمد قاسم. اصفهان، قرن هفدهم

در سال ۱۶۱۲، شش سال پس از کلنی‌سازی در جیمزتاون، جان رولف به عنوان اولین مهاجری شناخته شد که با موفقیت تنباکو را به عنوان یک محصول کشاورزی پرورش داد. تقاضا به سرعت افزایش یافت زیرا تنباکو که از آن با عنوان "علف طلایی یاد می‌شد، شرکت ویرجینیا را پس از شکست در سفرهای اکتشافی طلا در قاره آمریکا، احیا کرد. برای پاسخ به این تقاضای بالا، تنباکو پی در پی کشت می‌شد و زمین‌ها را فوراً می‌خشکاند. این امر انگیزه‌ای برای استقرار غرب در قاره ناشناخته و همچنین گسترش تولید تنباکو شد. از آن پس، خدمت قراردادی تبدیل به ابزار اصلی تأمین نیروی کار شد تا زمان شورش بیکن که بعد از آن تمرکز بر برده‌داری قرار گرفت. این روند پس از انقلاب آمریکا کاهش یافت و برده‌داری دیگر منفعت‌زا قلمداد نمی‌شد. اما این شیوه عملکرد در سال ۱۷۹۴ با اختراع ماشین پنبه‌پاک‌کن دوباره احیا شد.
مردی فرانسوی به نام ژان نیکوت (که کلمه نیکوتین از نام او گرفته شده) در سال ۱۵۶۰ تنباکو را وارد فرانسه کرد. پس از آن، تنباکو از فرانسه به انگلستان سرایت کرد. نخستین گزارش مصرف تنباکو از یک ملوان انگلیسی در بریستول در سال ۱۵۵۶ است که در حال «بیرون دادن دود از سوراخ‌های بینی‌اش» دیده می‌شود. مانند چای، قهوه و تریاک، تنباکو تنها یکی از بسیار مسکراتی بود که در اصل به عنوان دارو مورد استفاده قرار می‌گرفت. تنباکو حدود سال ۱۶۰۰ توسط تجار فرانسوی در مناطقی که امروزه گامبیا و سنگال نام دارند معرفی شد. در همان زمان کاروان‌هایی از مراکش تنباکو را به مناطق اطراف تیمبوکتو می‌آوردند و پرتغالی‌ها این کالا (و گیاه آن) را به جنوب آفریقا بردند و تا دهه ۱۶۵۰ محبوبیت تنباکو در سراسر آفریقا تثبیت شده بود.
بلافاصله پس از معرفی آن به بر قدیم، تنباکو مورد انتقاد مکرر رهبران حکومتی و مذهبی قرار گرفت مراد چهارم، سلطان امپراتوری عثمانی (۴۰–۱۶۲۳) جزو اولین کسانی بود که کوشید سیگار را ممنوع کند و ادعا می‌کرد که سیگار تهدیدی برای اخلاق و سلامت عمومی است. امپراتور چونگژن چین دو سال قبل از مرگ و سرنگونی سلسله مینگ حکمی مبنی بر ممنوعیت سیگار کشیدن صادر کرد. بعداً، حاکمان منچو از دودمان چینگ، سیگار کشیدن را «جرمی حتی شنیع‌تر از بی‌توجهی به تیراندازی با کمان» اعلام کردند. در دوره ادو در ژاپن، برخی از اولین مزارع تنباکو توسط شوگون به عنوان تهدیدی برای اقتصاد نظامی تحقیر شدند و گفته شد که با این کار، زمین‌های زراعی ارزشمند کشور به جای آنکه صرف کاشت مواد غذایی بشوند، برای مصرف یک مخدر تفریحی نابود شده و هدر می‌روند.

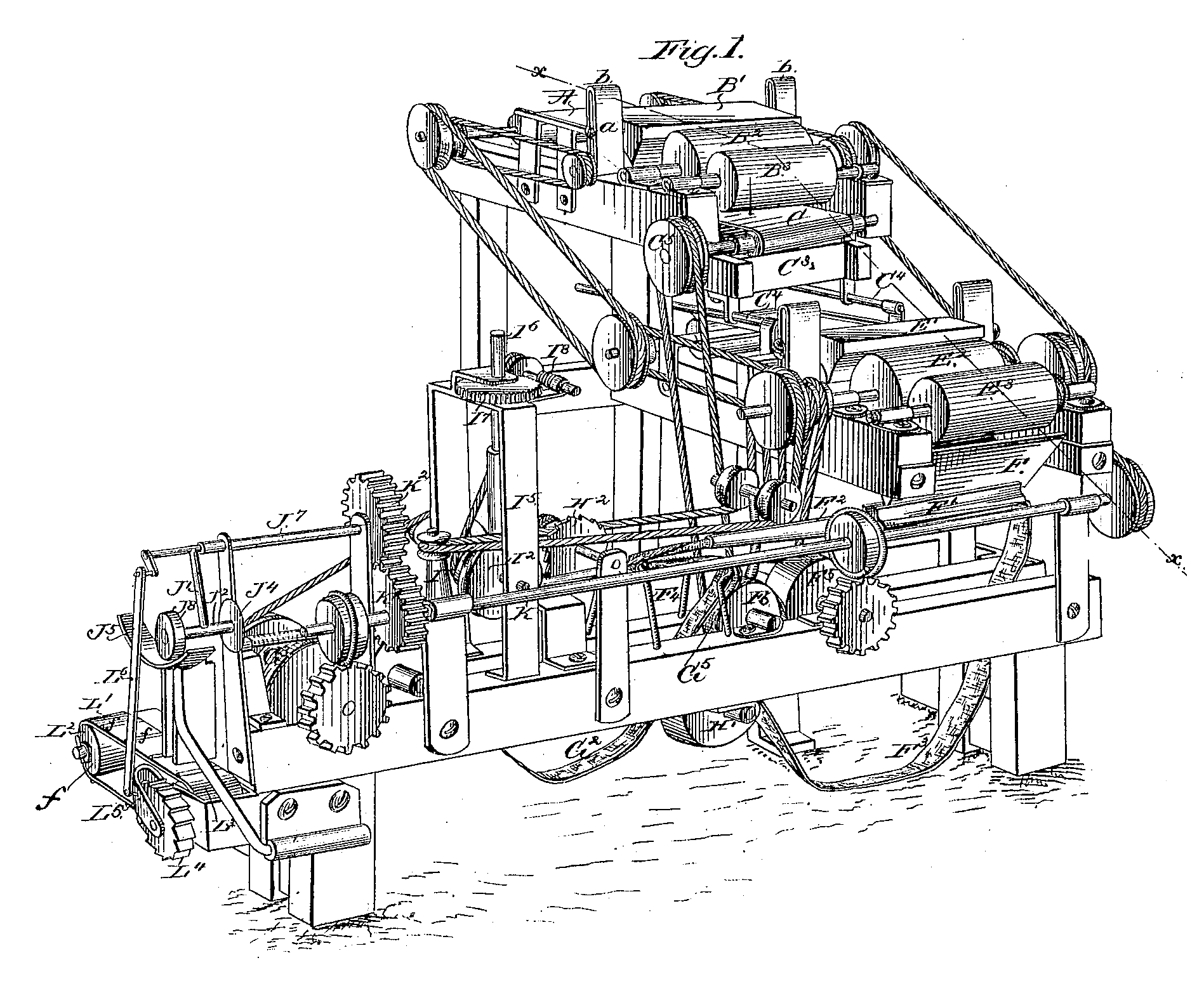
دستگاه سیگارپیچ Bonsack، همان‌طور که در ثبت ۲۳۸٬۶۴۰ ایالات متحده نشان داده شده‌است

رهبران مذهبی اغلب در میان کسانی که سیگار کشیدن را غیراخلاقی یا حتی مصداق کفر می‌دانند برجسته بوده‌اند. در سال ۱۶۳۴، پطریارک مسکو فروش تنباکو را ممنوع کرد و زنان و مردانی را که از این ممنوعیت سرپیچی می‌کردند محکوم کرد که سوراخ‌های بینی‌شان پاره شده و کمر آنها تا زمانی که پوست از تن جدا شود، شلاق زده شود. پاپ اوربان هفتم ، رهبر کلیسای غربی نیز سیگار کشیدن را در یک فرمان رسمی در سال ۱۵۹۰ ممنوع کرد. علیرغم تلاش‌های فراوان، محدودیت‌ها و ممنوعیت‌ها تقریباً همه‌جا نادیده گرفته می‌شد. وقتی جیمز ششم و یکم، مخالف سرسخت سیگار، سعی کرد با افزایش ۴۰۰۰ درصدی مالیات بر تنباکو در سال ۱۶۰۴ جلوی مصرف آن را بگیرد، شکست خورد چراکه لندن در اوایل قرن هفدهم حدود ۷۰۰۰ تنباکوفروش داشت. بعدها، حاکمان متوجه بیهودگی ممنوعیت سیگار شدند و در عوض تجارت و کشت تنباکو را به انحصارهای سودآور دولتی تبدیل کردند.
تا اواسط قرن ۱۷، تمام تمدن‌های بزرگ جهان با تنباکو آشنا شده بودند و در بسیاری از موارد، آن را وارد فرهنگ خود کرده بودند، هرچند بسیاری از حاکمان تلاش کردند این کار را با مجازات یا جریمه سنگین ممنوع کنند. محصول و گیاه تنباکو از مجاری اصلی تجارت وارد بندرها و بازارهای بزرگ می‌شد، و پس از آن به درون کشورها راه می‌یافت. کلمه انگلیسی smoking در اواخر قرن هجدهم اختراع شد و پیش از آن به این عمل دود نوشیدن می‌گفتند.